# Sacha Rohmann
Sacha Rohmann (3 augustus 1980) is een voetballer uit Luxemburg, die als verdediger uitkomt voor US Rumelange. Hij speelde eerder voor Jeunesse Esch.
Rohmann heeft twee interlands achter zijn naam staan. Hij maakte zijn debuut op 5 september 2001 voor de nationale ploeg in de WK-kwalificatiewedstrijd tegen Zwitserland, die eindigde in een 3-0 nederlaag. In dat duel viel hij na 88 minuten in voor René Peters. Zijn tweede en laatste optreden volgde op 16 oktober 2002, toen hij na 76 minuten inviel voor de afzwaaiende veteraan Luc Holtz in het EK-kwalificatieduel tegen Roemenië (0-7).

## Erelijst
Jeunesse Esch
- Landskampioen

2004